# Bazzania engelii
Bazzania engelii là một loài Rêu trong họ Lepidoziaceae. Loài này được Glenny mô tả khoa học đầu tiên năm 2008.